# Ján Piroh
Ján Piroh (17. prosince 1946, Považská Bystrica – 30. ledna 2003, Bratislava) byl slovenský dokumentarista, známý především filmy s horolezeckou tematikou a cestopisnými reportážemi.

## Studium a začátky
Ján Piroh studoval v letech 1961 až 1965 uměleckou fotografii na Střední škole umělecko-průmyslové v Bratislavě. Po ukončení studia se pokoušel dostat na pražskou FAMU a dva roky pracoval jako fotograf pro Duslo Šaľa. V roce 1969 byl přijat na obor filmové a televizní kamery do Prahy. Po absolvování studia v roce 1973 získal místo kameramana v zpravodajském filmu Studia krátkých filmů (Štúdio krátkych filmov) v Bratislavě a do roku 1982 se podílel na tvorbě žurnálů Týden ve filmu a Sonda. Mezi jeho tehdejší spolupracovníky patřili Igor Dobiš, Štefan Bujna, Mikuláš Fodor, Ľudovít Veselý a jiní. V roce 1976 se mu podařilo natočit první samostatnou reportáž Výstup na Rysy, která se objevila v devátém čísle filmového žurnálu Sonda.

## Charakteristika tvorby
Už v reportážích byla u Jána Piroha přítomna autorská invence, schopnost vytěžit z události její humorné i kritické aspekty. Tato zpravodajská zkušenost ovlivnila i dokumentární tvorbu. Piroh spojil pozitivní publicistické zaujetí, které připomíná Kudelkova díla ze šedesátých let, s dokumentaristickou vyvážeností tvaru. Poetiku Pirohovy tvorby charakterizují občansky angažovaná témata, například ekologie, ale i reportážní kameramanské stylizace. K formě jeho děl patří i prolínání hraných prvků s dokumentárními.

## Dokumentární filmy
Díky zrušení interního nařízení o zákazu režírování filmů jinými než interními režiséry Studia krátkého filmu mohl Jan Piroh debutovat v roce 1978 filmovým portrétem o mistryni sportu Anně Matouškové 22 + 4. V rámci aktuálně politického dokumentárního filmu natočil v roce 1980 film Smetisko (Smetiště), ve kterém zobrazil znečišťování životního prostředí v Bratislavě se zaujetím bezprostředně zainteresovaného. Od ostatních podobných filmů se Smetisko odlišuje tendencí dopátrání se skutečně poslední příčiny špatného stavu. Publicistická reportáž ovlivnila i
Kroniku 1825 dní (1981) o bilanci volebního období v Petržalce. V díle Ťažké plechovky, kontrola, ľahký koniec (1981) spojuje dokumentární a hrané prvky.
Ve filmu Malebná cesta dolu Váhom (1983) pokračoval Ján Piroh v ekologických tématech - sleduje znečišťování Váhu od pramene až k ústí, funkčně využívá kontrast s textem o Váhu ze začátku 19. století. Oproti jeho předchozím dílům je zřejmé stupňování stylizačních postupů (zejména v epizodách). Příkré kontrasty, ironie a expresivní stylizace podmiňují sugestivnost známých faktů. I v tomto snímku spojuje autor dokumentární a hrané prvky.
K vrcholům Pirohovy tvorby patří celovečerní film Kangchenjunga (1981) zaznamenávající přípravy, cestu a výstup horolezecké expedice na himálajskou horu Kančendženga. Na rozdíl od předchozích i následujících podobných filmů Piroh nekladl důraz na turisticko-estetické záběry hor či takzvanou objektivitu reportáže, ale upřednostnil obrazový deník. Autor pokračoval v úsilí o odkrytí skrytých obsahů horolezeckých expedic jak ho naznačil již Druhý výstup na Nanga Parbat Dušana Trančíka. Piroh expedici do Himálají ani nekomentuje, ani nepopisuje, ale zobrazuje důsledně prizmatem osobních zkušeností. Pro Kangchenjungu je příznačná rovnováha zážitku a vyčerpávající informace o průběhu události.
Snímek Volanie v tiesni (Volání v tísni, 1984) se pohybuje ve sféře publicistiky, která přibližuje práci příslušníků Veřejné bezpečnosti na Silvestra a Nový rok 1984. V následujícím období se Ján Piroh věnoval už pouze hranému filmu. K dokumentu se vrátil až v devadesátých letech, kdy pracoval v STV Bratislava (1992 až 1994). Od roku 1995 natáčel dokumentární filmy pro Českou televizi a českou filmovou společnost Febio (Jak se žije, OKO, Zpověď, Cestománie a GEN – Galerie elity národa).

## Hraná tvorba
Ján Piroh spolupracoval jako druhý kameraman na hraných filmech režiséra Juraje Jakubiska
Na shledanou v pekle, přátelé (Dovidenia v pekle, priatelia!, 1970/90), Tisícročná včela (1983), Pehavý Max a strašidla (1987).
Režijní debut Jána Piroha v hraném filmu Sagarmatha (1988, supervize Juraj Jakubisko) navazuje na dokumentární film Kangchenjunga. Piroh natočil dramatický příběh o horolezecké výpravě na Mount Everest. Film se pokouší o realistické zachycení atmosféry ve výpravě, o odhalování složitých mezilidských vztahů ve vypjatých nebezpečných situacích a o zachycení dramatického zápasu lidské vůle a touhy po překonání nebezpečí.

## Výběrová filmografie

### Dokumentární filmy
- 22+4 (1978)
- Smetisko (1980)
- Odsun ranených (1980)
- Kangchenjunga (1981)
- Ťažké plechovky, kontrola, ľahký koniec (1981)
- Teplota vzduchu 50 °C, vlhkosť 97% (1981)
- Malebná cesta dolu Váhom (1983)
- Volanie v tiesni (1984)
- V tieni manéže (1995)
- Kontajner náš každodenný (1997)
- Cestománie (1999)

### Hrané filmy
- Sagarmatha (1988)